# Порядок у мінералах
Порядок у мінералах (рос. порядок в минералах, англ. order in minerals, нім. Ordnung f in Mineralien) – характер розподілу і взаємовідношення структурних одиниць у мінералах, коли їх структура побудована трансляційним повторенням паралелепіпедів, ідентичних за розміром, хім. складом і положенням структурних одиниць усередині цих паралелепіпедів. У шаруватих силікатах порядок характеризується певним правильним чергуванням пакетів.